# Silvestro Belli
Silvestro Belli (Anagni, 29 dicembre 1781 – Jesi, 9 settembre 1844) è stato un cardinale e vescovo cattolico italiano.

## Biografia
Nacque a Anagni il 29 dicembre 1781.
Papa Gregorio XVI lo elevò al rango di cardinale nel concistoro del 12 luglio 1841.
Morì il 9 settembre 1844 all'età di 62 anni.

## Genealogia episcopale
La genealogia episcopale è:
- Cardinale Scipione Rebiba
- Cardinale Giulio Antonio Santori
- Cardinale Girolamo Bernerio, O.P.
- Arcivescovo Galeazzo Sanvitale
- Cardinale Ludovico Ludovisi
- Cardinale Luigi Caetani
- Cardinale Ulderico Carpegna
- Cardinale Paluzzo Paluzzi Altieri degli Albertoni
- Papa Benedetto XIII
- Papa Benedetto XIV
- Papa Clemente XIII
- Cardinale Giovanni Carlo Boschi
- Cardinale Bartolomeo Pacca
- Cardinale Carlo Maria Pedicini
- Cardinale Silvestro Belli